# XXVe congrès du Parti communiste français
Le XXVe congrès du PCF s'est tenu à Saint-Ouen, du 6 au 10 février 1985. Il fut marqué par une reprise en main de la direction, une restructuration importante du comité central. Plus de la moitié des membres ayant émis des critiques ne furent pas réélus. Georges Marchais conforte son assise en promouvant ceux qui lui furent dévoués. Vingt-quatre membres du comité central ne sont pas réélus tandis que 16 communistes entrent dans l'organisme dirigeant. 

## Résolutions
- Rapport de Georges Marchais dénonçant « la politique social-démocrate de gestion de la crise » menée par les gouvernements Mauroy et Fabius[3].

## Membres de la direction

### Bureau politique
- Membres réélus : Gustave Ansart, Mireille Bertrand, Charles Fiterman, Jean-Claude Gayssot, Maxime Gremetz, Guy Hermier, Philippe Herzog, Pierre Juquin, Henri Krasucki, André Lajoinie, Paul Laurent, Francette Lazard, René Leguen, Roland Leroy, Georges Marchais, Gisèle Moreau, René Piquet, Gaston Plissonnier, Claude Poperen, Madeleine Vincent, Louis Viannet
- Nouveaux membres : Claude Billard et Pierre Blotin[4].

### Secrétariat du Comité central
- Secrétaire général du Parti : Georges Marchais
- Secrétaires réélus : Charles Fiterman, Maxime Gremetz, André Lajoinie, Paul Laurent, Gisèle Moreau, Gaston Plissonnier.
- Nouveau secrétaire : Jean-Claude Gayssot